# Margaret Whitton
Margaret Ann Whitton (Fort Meade, 1949. november 30. – Palm Beach, 2016. december 4.) amerikai színésznő.

## Élete és pályafutása
Margaret Ann Whitton néven született a marylandi Fort Meade-ben. Édesapja az amerikai hadsereg ezredeseként, édesanyja ápolónőként dolgozott. Négy testvére volt, két nővére és két fivére. Apja állása miatt a család több évet élt Japánban, mielőtt visszaköltöztek volna az Államokba.
Whitton a Northeast High School tanintézményben kezdett színészetet tanulni. 1973-ban debütált a Baba Goya című Off-Broadway darabban, ezután számos New York-i színházi produkcióban feltűnt. Fontosabb filmes alakításai voltak a 9 és 1/2 hét (1986) című erotikus drámában, valamint A nagy csapat (1989) és A nagy csapat 2. (1994) című sport-filmvígjátékokban. 
Az 1990-es évek végétől színházi rendezéssel kezdett foglalkozni. Első és egyetlen filmrendezése 2011-ben jelent meg A papagáj címmel.

## Magánélete és halála
Kétszer házasodott, első házassága válással végződött. Második férje Warren Spector volt.
2016. december 16-án, 67 évesen hunyt el floridai otthonában, halálát rák okozta.

## Filmográfia

### Film
| Év   | Magyar cím                     | Eredeti cím                          | Szerep                                   | Magyar hang     |
| ---- | ------------------------------ | ------------------------------------ | ---------------------------------------- | --------------- |
| 1972 | A pokol katonái                | Parades                              | Jane (Peggy Whitton néven)               |                 |
| 1974 |                                | Teenage Hitchhikers                  | Sola Alcoa (Peggy Whitton néven)         |                 |
| 1982 | Bolond mozi mozibolondoknak    | National Lampoon's Movie Madness     | Lousille Fogerty first lady              |                 |
| 1982 | Szerelemgyerek                 | Love Child                           | Jackie Steinberg                         |                 |
| 1986 | Most kapd el, Jack!            | The Best of Times                    | Darla                                    |                 |
| 1986 | 9 és 1/2 hét                   | 9½ Weeks                             | Molly                                    | Andresz Kati    |
| 1987 | Dupla vagy semmi               | The Secret of My Success             | Vera Prescott                            | Győry Franciska |
| 1987 | Bomba bébi                     | Baby Boom                            | vezetőségi tag (stáblistán nem szerepel) |                 |
| 1987 | Gyomok között                  | Ironweed                             | Katrina Dougherty                        | Orosz Helga     |
| 1989 | A nagy csapat                  | Major League                         | Rachel Phelps                            | Tallós Rita     |
| 1989 | A nagy csapat                  | Major League                         | Rachel Phelps                            | Balogh Anikó    |
| 1989 | Szörnyvilág (Kis szörnyetegek) | Little Monsters                      | Holly Stevenson                          | Zsigmond Tamara |
| 1992 |                                | Big Girls Don't Cry... They Get Even | Melinda Chartoff Powers                  |                 |
| 1993 | Az arc nélküli ember           | The Man Without a Face               | Catherine Palin                          | Borbás Gabi     |
| 1994 | A nagy csapat 2.               | Major League II                      | Rachel Phelps                            | Tallós Rita     |
| 1994 | A nagy csapat 2.               | Major League II                      | Rachel Phelps                            | Balogh Anikó    |
| 1994 | Esküdt ellenség                | Trial by Jury                        | Jane Lyle                                | Madarász Éva    |
| 2011 | A papagáj                      | A Bird of the Air                    | filmrendező és producer                  | –               |

### Televízió
| Év        | Magyar cím                             | Eredeti cím                          | Szerep                    | Megjegyzések |
| --------- | -------------------------------------- | ------------------------------------ | ------------------------- | ------------ |
| 1975–1976 |                                        | The Doctors                          | Joan Dancy                | 21 epizód    |
| 1984      | Miami Vice                             | Miami Vice                           | Cassie Bramlette          | 1 epizód     |
| 1985      |                                        | Hometown                             | Barbara Donnelly          | 10 epizód    |
| 1986–1988 |                                        | Spenser: For Hire                    | Ellen Calone / Janet Cole | 2 epizód     |
| 1987      |                                        | Tales from the Darkside              | Mary Jones                | 1 epizód     |
| 1987      |                                        | Cat & Mousse                         | Miriam                    | rövidfilm    |
| 1989      |                                        | A Fine Romance                       | Louisa Phillips           | 13 epizód    |
| 1990      | Kojak: A könyvelő halála               | Kojak: None So Blind                 | Michele Hogarth           | tévéfilm     |
| 1991      |                                        | The Summer My Father Grew Up         | Naomi                     | tévéfilm     |
| 1991      |                                        | Good & Evil                          | Genevieve                 | 6 epizód     |
| 1993      |                                        | Cutters                              | Adrienne St. John         | 5 epizód     |
| 1994      | Testvérbosszú: A Menendez-gyilkosságok | Menendez: A Killing in Beverly Hills | Leslie Abramson           | tévéfilm     |

## Fordítás
- Ez a szócikk részben vagy egészben  a   Margaret Whitton című angol Wikipédia-szócikk ezen változatának fordításán alapul.  Az eredeti cikk szerkesztőit annak laptörténete sorolja fel. Ez a jelzés csupán a megfogalmazás eredetét és a szerzői jogokat jelzi, nem szolgál a cikkben szereplő információk forrásmegjelöléseként.